# المدينة الفاضلة

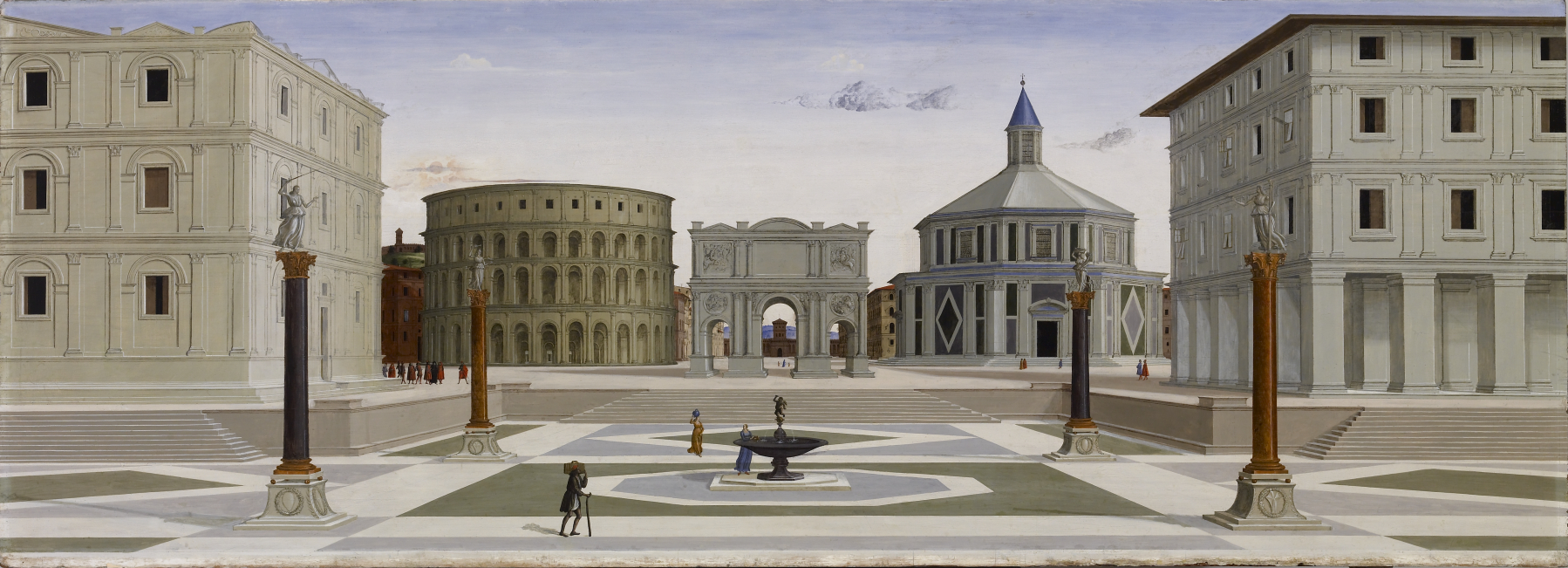
لوحة "المدينة الفاضلة" بريشة فرا كارنيفل، رسمت ما بين عامي 1480-1484 تقديريا.

المدينة الفاضلة، هي أحد أحلام الفيلسوف المشهور «أفلاطون» وهي مدينة تمنى أن يحكمها الفلاسفة، وذلك ظناً منه أنهم بحكمتهم سوف يجعلون كل شيء في هذه المدينة معيارياً، وبناءً عليه ستكون فاضلة.

## المفهوم
قد تشمل الطبيعة «المثالية» لمدينة كهذه صفات المواطنة المعنوية والروحية والقضائية، وكذلك الطرق التي يتم بها تحقيق ذلك من خلال الهياكل الحضارية بما في ذلك المباني، وتخطيط الشوارع، إلخ. على الشبكات (في تقليد تخطيط المدن الرومانية) أو أنماط هندسية أخرى. غالباً ما تكون المدينة المثالية محاولة لنشر المثل المثالية على المستوى المحلي للتكوين العمراني وخلق مساحة للمعيشة والرفاهية وليس على مستوى الثقافة أو الحضارة على مستوى أدب المدينة الفاضلة الكلاسيكي مثل كتاب يوتوبيا للقديس توماس مور.
- المدينة الفاضلة.. مدينة يجد فيها المواطن والمقيم والزائر أرقى وأكمل أنواع الخدمات وبأسلوب حضاري بعيداً عن التعقيد وبعيداً عن الروتين ومن غير تسويف وبعيداً عن سوء التعامل.
- المدينة الفاضلة، مقترح لمدينة جديدة ومختلفة عن كل مدننا ليس الاختلاف في المظهر العمراني فقط بل في كل شيء، في المستوى الحضاري والسكاني والأداء الخدمي الحكومي والخاص.
- المدينة الفاضلة.. مقترح لمدينة أساسها الإنسان نفسه سواء كان مسؤولاً أو موظفاً أو عاملاً أو مراجعاً، كبيراً أم صغيراً رجلاً أو امرأة، مواطناً أو مقيماً، وبكل ما تحمله كلمة «الفاضلة» من معان سامية في الشارع، في العمل الحكومي، في العمل الخاص، في المراكز التجارية، عند المسجد، والكنيسة، وفي المطاعم، في الأسواق... في كل موقع نجد الفضائل والمثالية والوعي والرقي تتجسد في كل وقت وبأرقى صورها.

## التاريخ
من المعروف أن العديد من المحاولات لتطوير خطط المدن المثالية من عصر النهضة، وتظهر من النصف الثاني من القرن الخامس عشر. ويعود تاريخ المفهوم إلى ما لا يقل عن فترة أفلاطون، التي تعتبر جمهورية استكشافية فلسفية لمفهوم «المدينة المثالية». سعي نبل عصر النهضة إلى تقليد صفات الحضارة الكلاسيكية وفي بعض الأحيان إلى بناء مدن مثالية كهذه، سواء في الواقع أو بشكل تقليدي من خلال إعادة تشكيل السلوكيات والثقافة.
- ويمثل أفلاطون مع تلميذه أرسطو العصر الذهبي للـفلسفة اليونانية. وأشهر آثاره السياسية كتاب القانون وكتاب الجمهورية أو المدينة الفاضلة والذي تدور آراؤه حول أسس المدينة الفاضلة والتربية الاجتماعية في المدينة والحكومة المشرفة على المدينة، وخلاصة آرائه لهذه المدينة هي:

1. الدولة عبارة عن وحدة حية تتكون من أعضاء والفرد خلية فيها (يشبهها بالإنسان).
2. كشف الضرورة الاجتماعية التي تجعل من المدينة أول تنظيم اجتماعي وسياسي.
3. تقرير الحاجة الإنسانية بأنها الدافع إلى الاجتماع المنظم.
4. الرغبة في العمل تمثل القوة الشهوانية في الإنسان (وتمثلها الطبقة العاملة)
5. قوة الغضب وتمثلها طبقة المحاربين الفضلاء.
6. قوة النطق وتمثلها طبقة الفلاسفة والحكماء.
7. جعل الأخوة أساس الرابطة بين الأفراد.
8. فصل في برنامج التربية الخاصة بالجند على أساس التدريب إلى 18 سنة ثم الدراسة للمتميزين حتى سن الثلاثين ثم دراسة الفلسفة للمتميزين أيضا حتى الخمسين حيث تتاح القيادة للأكثر تميزا بينما يظل البقية في طبقة الجند.
9. المساواة بين الجنسين في ذلك.
10. دعا إلى المشاعية الجنسية لطبقة الحراس (الجند والحكام) والمشاعية في الأولاد وذلك لتخليصهم عن كل ما يعوق تنفيذ مهامهم على أكمل وجه.
11. حرم الملكية للحراس لذات السبب.
12. الحكم ليس بالضرورة أن يكون بيد شخص واحد.